# Ernst Robert Missbach
Ernst Robert Missbach ( 1864 - 1938 ) fue un botánico alemán.

## Algunas publicaciones

### Libros
- Jacob Sturm, Ernst R. Missbach, Ernst H. L. Krause. 1900. J. Sturms Flora von Deutschland: Abt. 1, Phanerogamen. Riedgräser, Cyperaceae. Volumen 2. Volumen 7 de Schriften des Deutschen Lehrervereins für Naturkunde, Deutscher Lehrerverein für Naturkunde. 224 pp.
- E. Robert Missbach, Ernst H. L. Krause, K. G. Lutz. 1900. Riedgräser, Cyperaceae. Parte 1 de J. Sturms Flora von Deutschland. 160 pp.
- -------------, -------------. 1906. Cyperaceae. Parte 1 de J. Sturms Flora von Deutschland in Abbildungen nach der Natur. Ed. Lutz. 192 pp.

- La abreviatura «Missbach» se emplea para indicar a Ernst Robert Missbach como autoridad en la descripción y clasificación científica de los vegetales.[1]